# Fritillaria eastwoodiae
Fritillaria eastwoodiae là một loài thực vật có hoa trong họ Liliaceae. Loài này được R.M.Macfarl. miêu tả khoa học đầu tiên năm 1978.